# Yves Ciampi

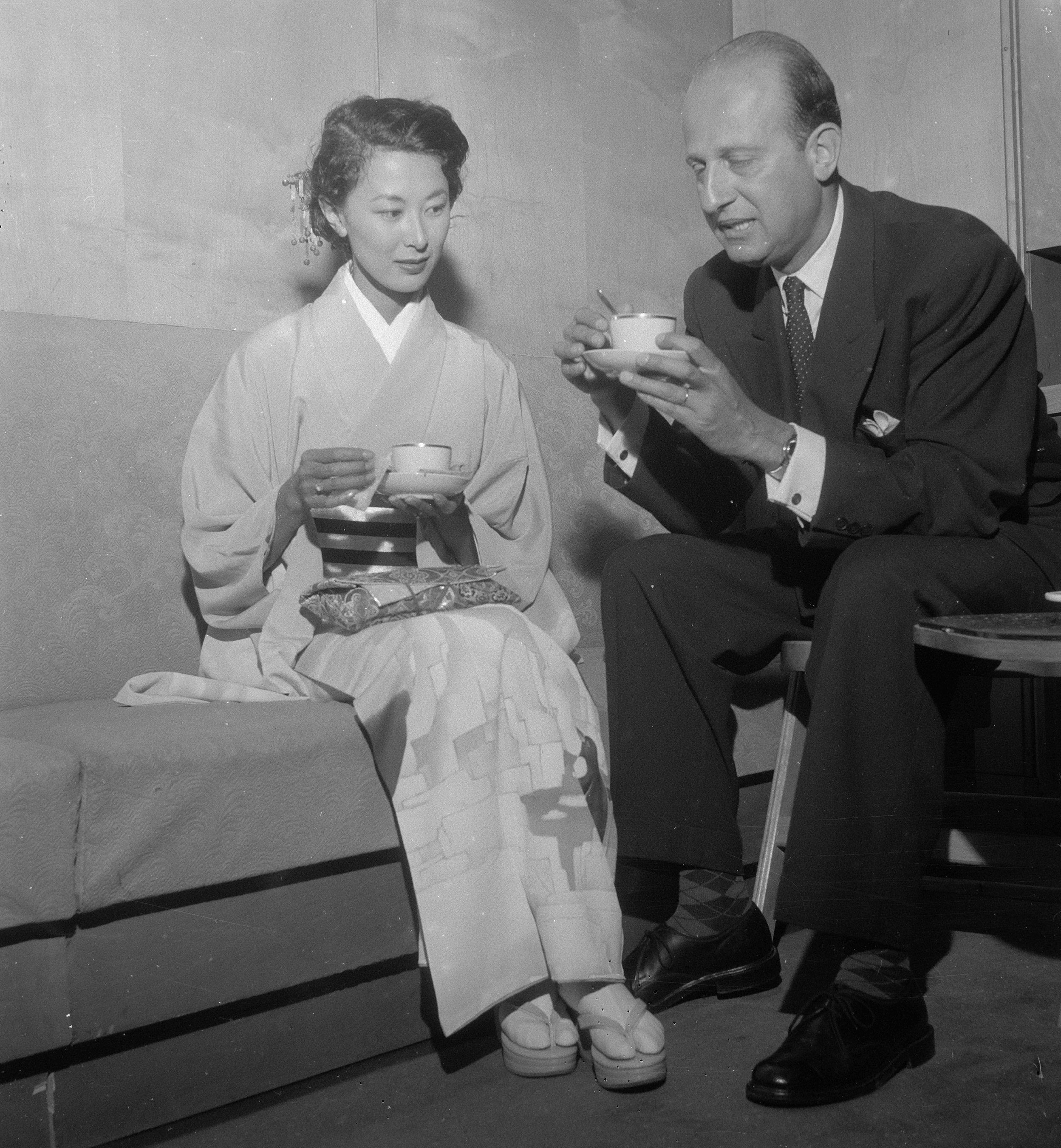
Prezentare de presă a filmului Taifun la Nagasaki, de cuplul Yves Ciampi – Keiko Kishi

Yves Jean Marie Ciampi (n. 9 februarie 1921, Paris, Île-de-France, Franța – d. 5 noiembrie 1982, Paris, Île-de-France, Franța) a fost un regizor,  scenarist și producător francez de film și televiziune. Printre cele mai cunoscute filme ale sale se numără  Taifun la Nagasaki (1957), Cine ești dumneata, domnule Sorge? (1961) și Cerul deasupra capului (1965).

## Biografie
A realizat primele sale filme pe peliculă de 16 mm în 1938 și a realizat un scurtmetraj de avangardă în 1941, Mort interdite, în timp ce își continua studiile medicale .
Student la medicină, a renunțat la viitoarea sa carieră pentru a se alătura lui Leclerc la Koufra în 1942. S-a dedicat în același timp cinematografiei, urmând cel de-al 2-lea DB pe tot parcursul campaniei africane și realizând, în 8 mm, un documentar despre divizia Leclerc și eliberarea Parisului, intitulat Les Compagnons de la gloire - La division Leclerc dans la bataille.
A fost asistentul lui Jean Dréville și André Hunebelle, a filmat primul său lungmetraj în 1948.
A fost căsătorit cu actrița japoneză Keiko Kishi între 1957 și 1975..

## Filmografie selectivă

### Regizor
- 1949 Suzana și hoții (Suzanne et ses brigands)
- 1950 Un certain monsieur
- 1951 Un mare patron
- 1952 Cel mai fericit dintre oameni (Le plus heureux des hommes)
- 1953 Schiavitù (L'esclave)
- 1953 Le guérisseur
- 1955 Eroi sunt obosiți (Les héros sont fatigués)
- 1957 Taifun la Nagasaki (Typhon sur Nagasaki)
- 1959 Se stârnește vântul (Le vent se lève)
- 1961 Cine ești dumneata, domnule Sorge? (Qui êtes-vous, Monsieur Sorge?)
- 1962 Libertatea I (Liberté I)
- 1965 Cerul deasupra capului (Le ciel sur la tête)
- 1967 Le monde parallèle serial TV
- 1969 Aproape câteva zile (À quelques jours près)
- 1971 Christa serial TV
- 1980 Les dossiers de l'écran serial TV
- 1981 Staline est mort film TV
- 1982 Les nerfs à vif film TV

### Producător
- 1971 Oum le dauphin blanc, regia Gaston Pomier Layrargues, Marc Bonnet, René Borg, Vladimir Tarta
- 1976 Mords pas, on t'aime, regia Yves Allégret

## Premii și nominalizări
- 1965 Medalia de Aur la Festivalul de Film de la Moscova pentru filmul Cerul deasupra capului (1965).[7]